# 夢の三競演 三枚看板 大看板 金看板
夢の三競演 三枚看板 大看板 金看板（ゆめのさんきょうえん さんまいかんばん おおかんばん きんかんばん）は、大阪市で開かれている落語の会。2014年から東京公演も行われている。毎日放送主催。

## 概要
2004年3月末に行われた桂雀々の落語会「落語のひろば 30回記念公演」で、顔をあわせた3人の話がまとまり、師匠も所属する芸能事務所も異なる笑福亭鶴瓶、3代目桂南光、桂文珍の3人が、2004年11月より年に1回のペースで開いている。
会のタイトルは、「そうなりたい」と願う3人の希望を込めて名づけられた。
いわば真打に相当するであろう3人とはいえ、通常「名人会」と銘打つような落語会でも4,000円前後の料金設定であるなか、同会は前売り料金で6,300円と飛び抜けている。しかし、マスメディアでの露出が多い3人だけに、初回から、前売り券は「完売」となる事態が続いている。

## 演目
（）内は開口一番、以下は二つ目、中トリ、トリの順。
2004年
- （桂吉坊）
- 文珍「七度狐」
- 南光「はてなの茶碗」
- 鶴瓶「らくだ」

2005年
- （桂つく枝）
- 鶴瓶「愛宕山」
- 文珍「包丁間男」
- 南光「質屋蔵」

2006年
- （林家市楼）
- 南光「素人浄瑠璃」
- 鶴瓶「たち切れ線香」
- 文珍「二番煎じ」

2007年
- （桂歌之助）
- 文珍「不動坊」
- 南光「花筏」
- 鶴瓶「死神」

2008年
- （桂楽珍）
- 鶴瓶「なんで紅白でられへんねん! オールウェイズお母ちゃんの笑顔」
- 文珍「胴乱の幸助」
- 南光「高津の富」

2009年
- （笑福亭銀瓶）
- 南光「千両みかん」
- 鶴瓶「宮戸川～お花・半七馴れ初め～」
- 文珍「そこつ長屋」

2010年
- （桂こごろう）
- 文珍「あこがれの養老院」
- 南光「小言幸兵衛」
- 鶴瓶「錦木検校」

2011年
- （笑福亭三喬）
- 鶴瓶「癇癪」
- 文珍「池田の猪買い」
- 南光「佐野山」

2012年
- （笑福亭晃瓶）
- 南光「子は鎹」
- 鶴瓶「鴻池の犬」
- 文珍「帯久」

2013年
- （桂佐ん吉）
- 文珍『けんげしゃ茶屋』
- 南光『火焔太鼓』
- 鶴瓶『お直し』

2014年
- 大阪（笑福亭鶴二）桂吉坊（東京）
- 鶴瓶『青木先生』
- 文珍『お血脈』
- 南光『五貫裁き』

2015年
- 大阪・東京（桂文三）
- 南光『抜け雀』
- 鶴瓶『山名屋浦里』
- 文珍『セレモニーホール「旅立ち」』